# Данилюк, Светлана Филипповна
Светлана Филипповна Данилюк (бел. Святлана Піліпаўна Данілюк; 1939 — 2003) — белорусская, советская оперная певица (меццо-сопрано). Народная артистка СССР (1977).

## Биография
Светлана Данилюк родилась 25 сентября 1939 года в Киеве.
После окончания семилетки училась в Киевском кинотехникуме на отделении оборудования и эксплуатации киноустановок, где была самой активной участницей самодеятельной студии.
В 1963 году окончила Киевскую консерваторию (класс З. М. Гайдай), после окончания которой по приглашению дирижёра Бориса Афанасьева была распределена на должность солистки Пермского академического театра оперы и балета имени П. И. Чайковского.
В 1965 году была удостоена второй премии на Третьем Всесоюзном конкурсе вокалистов имени Глинки в Москве.
Осенью 1965 года по приглашению Л. П. Александровской дебютировала в Минске в Белорусском театре оперы и балета в партии Кармен в опере «Кармен» Ж. Бизе. Однако переезд тогда не состоялся, поскольку певица должна была отработать трёхлетний срок по распределению в Перми.
С 1966 по 1986 год — ведущая солистка Белорусского театра оперы и балета. Выступала практически во всех ведущих партиях меццо-сопранового репертуара.
В 1972—1973 годах стажировалась в театре «Ла Скала» (Милан) под руководством Маргариты Карозио.
В 1986 году уволилась из Белорусского театра оперы и балета в связи с резким несогласием с репертуарной и постановочной политикой тогдашнего театрального руководства.
С 1986 года — солистка Белорусской филармонии.
Выступала с камерными программами, исполняла альтовые партии в крупных вокально-симфонических сочинениях («Страсти по Матфею» И. С. Баха, 9-я симфония Л. Бетховена, Реквием Дж. Верди, «Stabat Mater» Дж. Перголези, «Александр Невский» С. С. Прокофьева и др.), произведения русских, белорусских, украинских, западных композиторов, романсы.
Гастролировала по СССР и за рубежом (Болгария, Венгрия, Польша, Франция). В Москве записала три диска-гиганта на фирме «Мелодия».
Светлана Филипповна Данилюк умерла 8 августа 2003 года в Минске от холецистита. Похоронена на Восточном кладбище.

## Звания и награды
- 2-я премия Всесоюзного конкурса вокалистов им. М.И. Глинки (1965)
- Диплом Международного конкурса им. Чайковского (1966)
- Заслуженная артистка Белорусской ССР (1968)
- Народная артистка Белорусской ССР (1971)
- Народная артистка СССР (1977)
- Медаль Франциска Скорины (1999).

## Оперные партии
- «Хованщина» М. П. Мусоргского — Марфа
- «Борис Годунов» М. П. Мусоргского — Марина Мнишек
- «Царская невеста» Н. А. Римского-Корсакова — Любаша
- «Князь Игорь» А. П. Бородина — Кончаковна
- «Пиковая дама» П. И. Чайковского — Полина
- «Кармен» Ж. Бизе — Кармен
- «Лоэнгрин» Р. Вагнера — Ортруда
- «Аида» Дж. Верди — Амнерис
- «Поднятая целина» И. И. Дзержинского — Варюха
- «Алеся» Е. К. Тикоцкого — Алеся
- «Евгений Онегин» П. И. Чайковского — Ольга
- «Фауст» Ш. Гуно — Зибель
- «Трубадур» Дж. Верди — Азучена
- «Дон Карлос» Дж. Верди — Эболи
- «Зорька Венера» Ю. В. Семеняко — Вероника
- «Севильский цирюльник» Дж. Россини — Розина
- «Сельская честь» П. Масканьи — Сантуцца
- «Брестская крепость» К. В. Молчанова — Маша
- «Седая легенда» Д. Б. Смольского — Любка.